# Сомонійон (Фархорський район)
Сомонійо́н (тадж. Сомониён) — село у складі Хатлонської області Таджикистану. Адміністративний центр Зафарського джамоату Фархорського району.
Село розташоване на річці Кизилсу.
Село назване на честь династії Саманідів. Колишня назва — Самончі, сучасна назва — з 29 березня 2012 року.
Населення — 4775 осіб (2010; 5035 в 2009, 2080 в 1981).
Національний склад станом на 1981 рік — таджики.